# Embraer Phenom 300
Dimensions
L'Embraer Phenom 300 est un avion d'affaires léger (light jet) produit par Embraer au Brésil et, depuis 2012, aux États-Unis à Melbourne (Floride).

## Histoire
Le Phenom 300 est un avion d'affaires à ailes basses, à empennage en T, motorisé par deux turboréacteurs montés à l'arrière du fuselage. Le fuselage et les ailes sont constitués d'un alliage d'aluminium. Le train d'atterrissage est rentrant.
Il vole pour la première fois en avril 2008. Il est certifié, sous le nom EMB-505, le 14 décembre 2009 par la FAA et le 29 avril 2010 par l'AESA. Les livraisons débutent en décembre 2009. Son identifiant OACI est E55P.
Il est motorisé par deux Pratt & Whitney Canada PW535-E contrôlés par un FADEC. Les premiers exemplaires étaient équipés d'un EFIS Prodigy Flight Deck 300, dérivé du Garmin G1000 ou, en option, du Garmin G3000. En 2018, la version 300E est annoncée par Embraer qui passe le Garmin G3000 en EFIS de série
Il peut emporter 8 personnes (11 en option) dont 2 pilotes. L'avion étant certifié monopilote, il est possible de mettre un passager en place droite. L'utilisation en monopilote est cependant interdite lors d'opération commerciales de type Taxi/Charter sauf dispositions spéciales.
Un cabinet de toilette se trouve à l'arrière de la cabine. Un panneau d'accès situé à l'arrière du fuselage, derrière l'aile droite, permet la vidange et le rinçage du réservoir d'eaux usées depuis l'extérieur.
Le Phenom 300 est assemblé au Brésil ou, depuis le numéro de série 50500118, aux États-Unis à Melbourne (Floride).

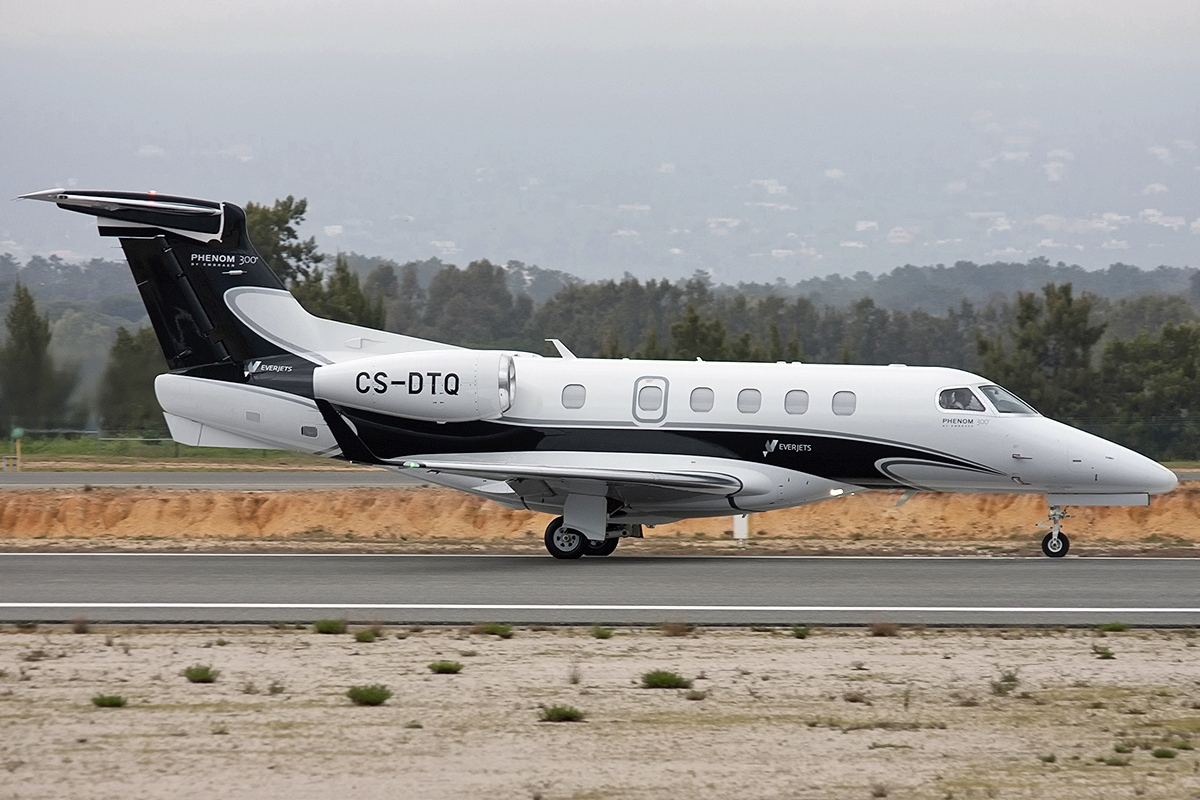
Phenom 300
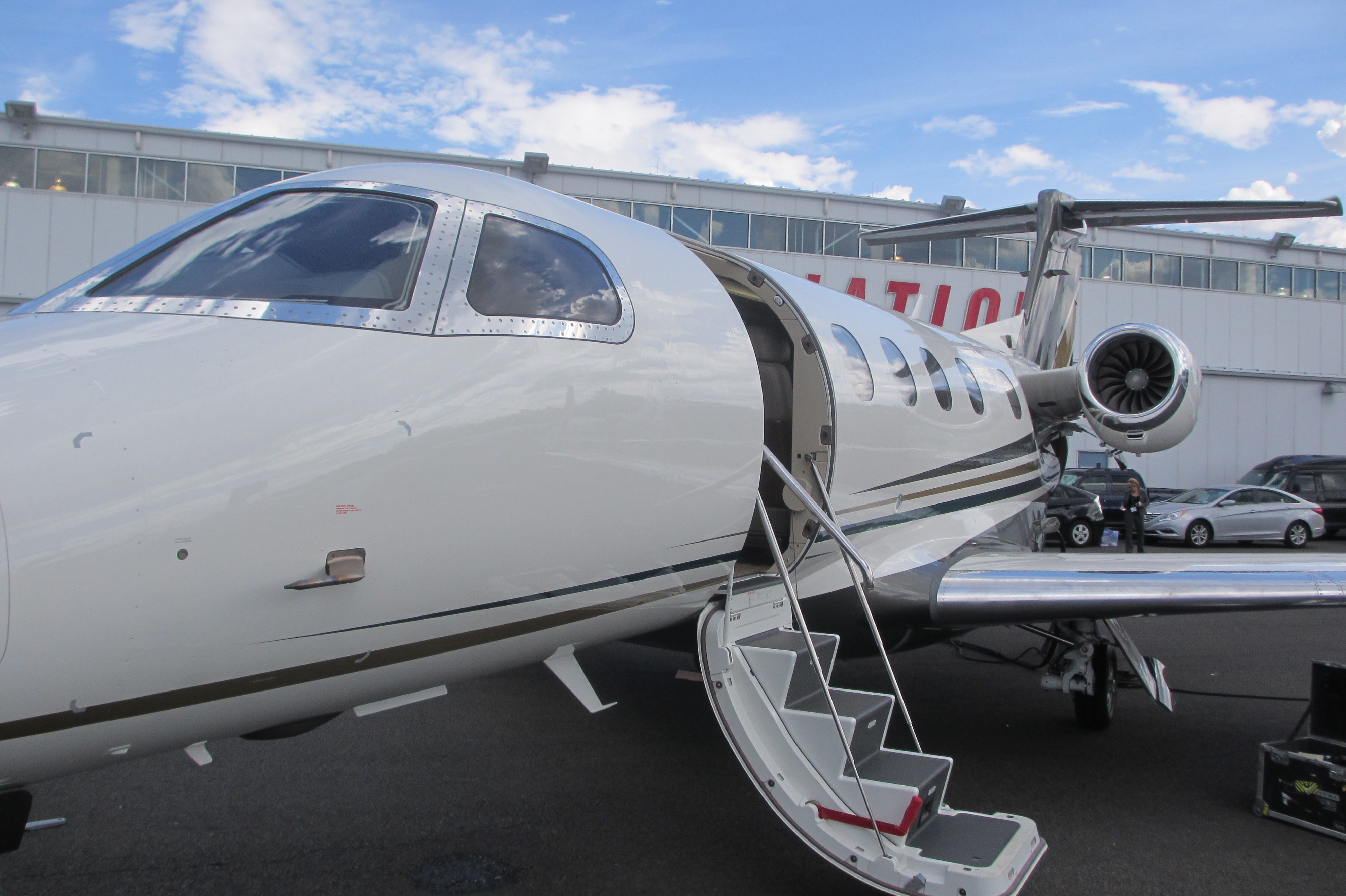
Accès à bord
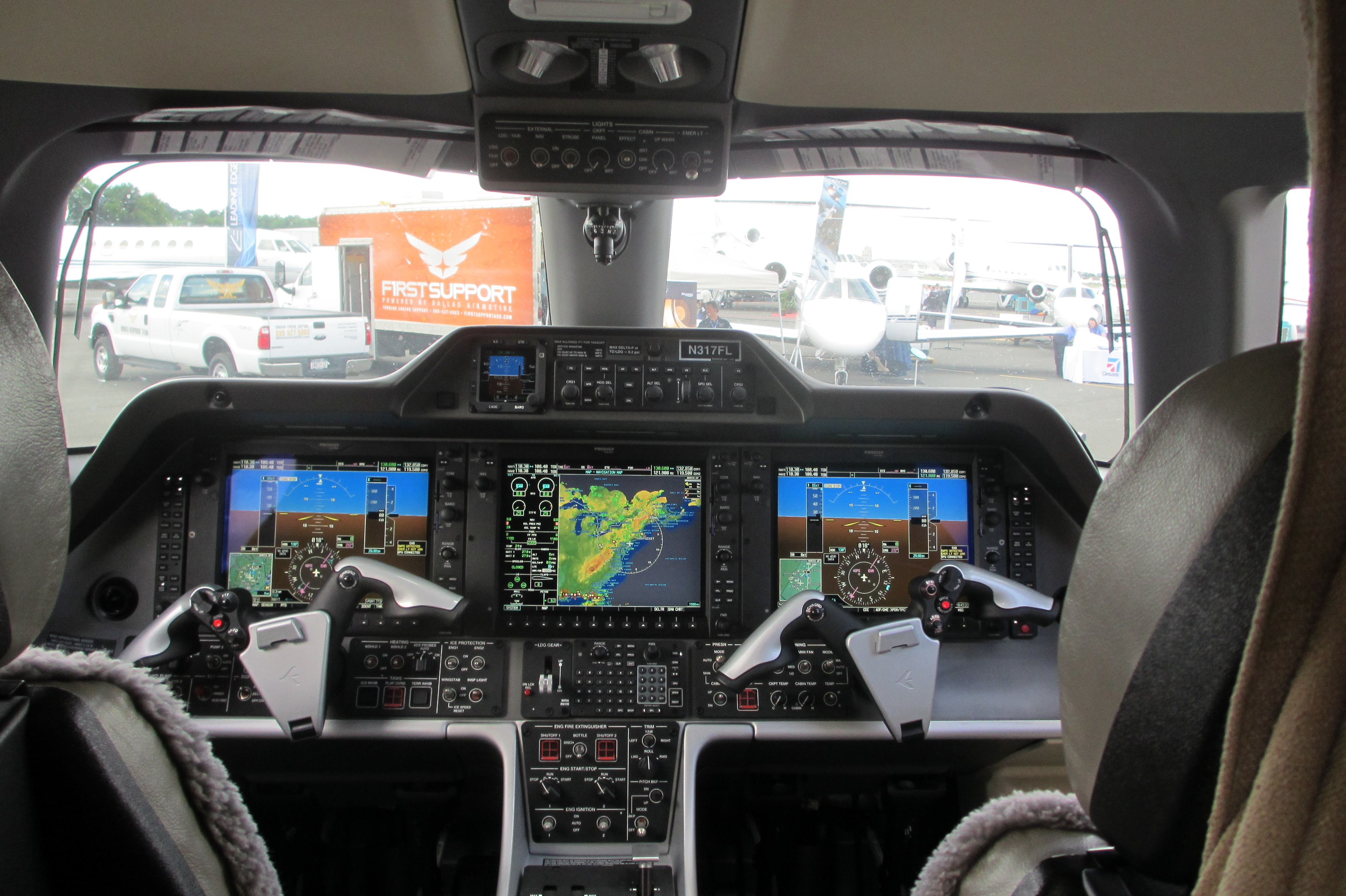
Cockpit (G1000)
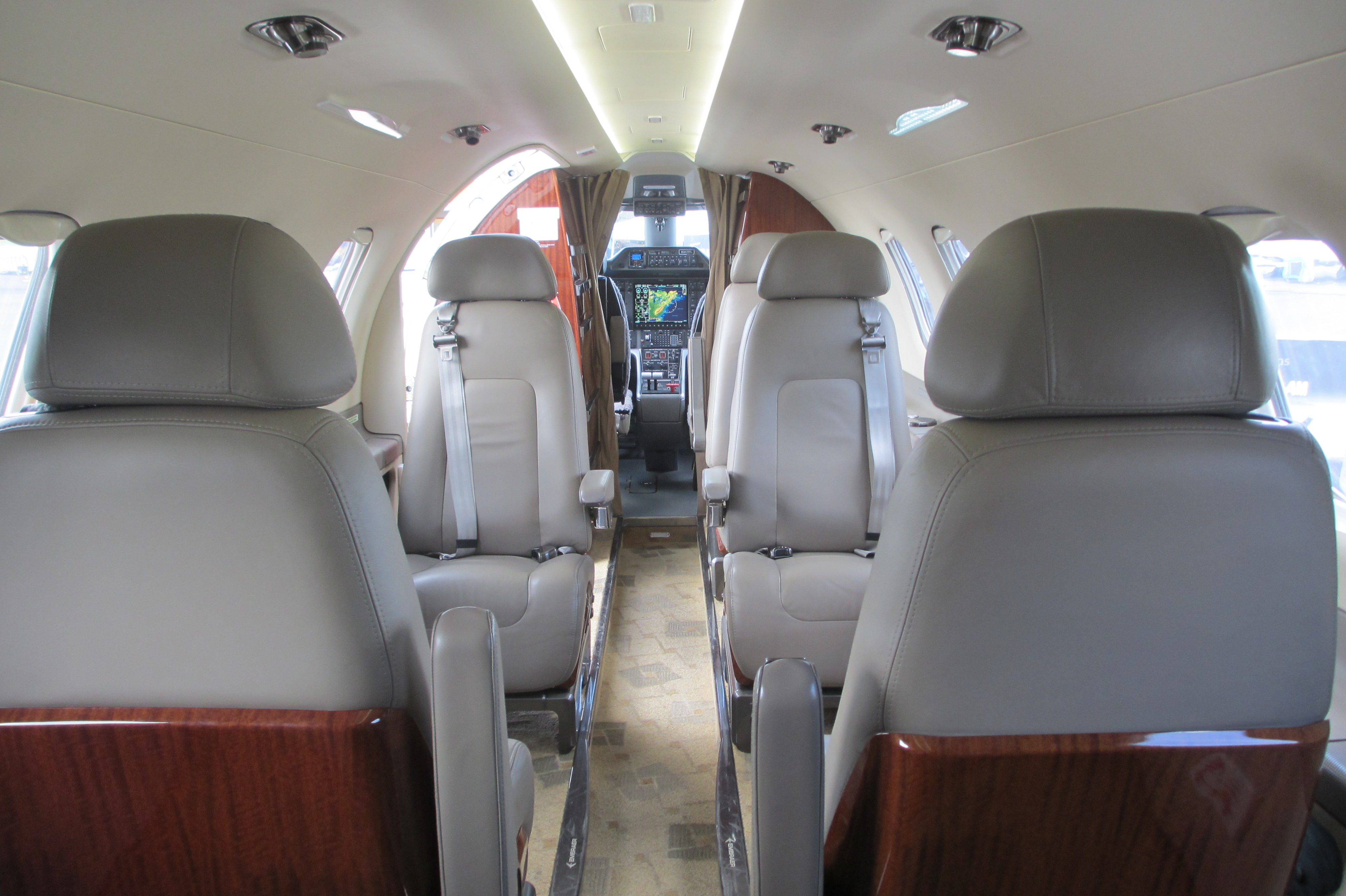
Cabine

## Modèles
Phenom 300
Modèle initial de 2009. D'abord équipé de l'avionique Prodigy Flight Deck 300 et, en option, du Prodigy Touch Flight Deck.
Phenom 300E
Le Phenom 300E a été introduit en 2017 avec une cabine redessinée et un nouvel CMS/IFE (Cabin Management System/In-Flight Entertainment) ainsi que le Prodigy Touch Flight Deck de série, dérivé du Garmin G3000.
Phenom 300E (2020)
Le Phenom 300E a été mis à jour en 2020 avec de nouveaux moteurs PW535-E1 plus puissants et une avionique améliorée notamment avec le Runway Overrun Awareness and Alerting System (ROAAS) pour prévenir et éviter les sorties de piste à l'atterrissage.

## Livraisons
(Source GAMA )
| Année      | 2009 | 2010 | 2011 | 2012 | 2013 | 2014 | 2015 | 2016 | 2017 | 2018 | 2019 | 2020 | 2021 | 2022 | 2023 | 2024 | Total |
| ---------- | ---- | ---- | ---- | ---- | ---- | ---- | ---- | ---- | ---- | ---- | ---- | ---- | ---- | ---- | ---- | ---- | ----- |
| Livraisons | 1    | 26   | 42   | 48   | 60   | 73   | 70   | 63   | 54   | 53   | 51   | 50   | 56   | 59   | 63   | 65   | 834   |

## Operateurs

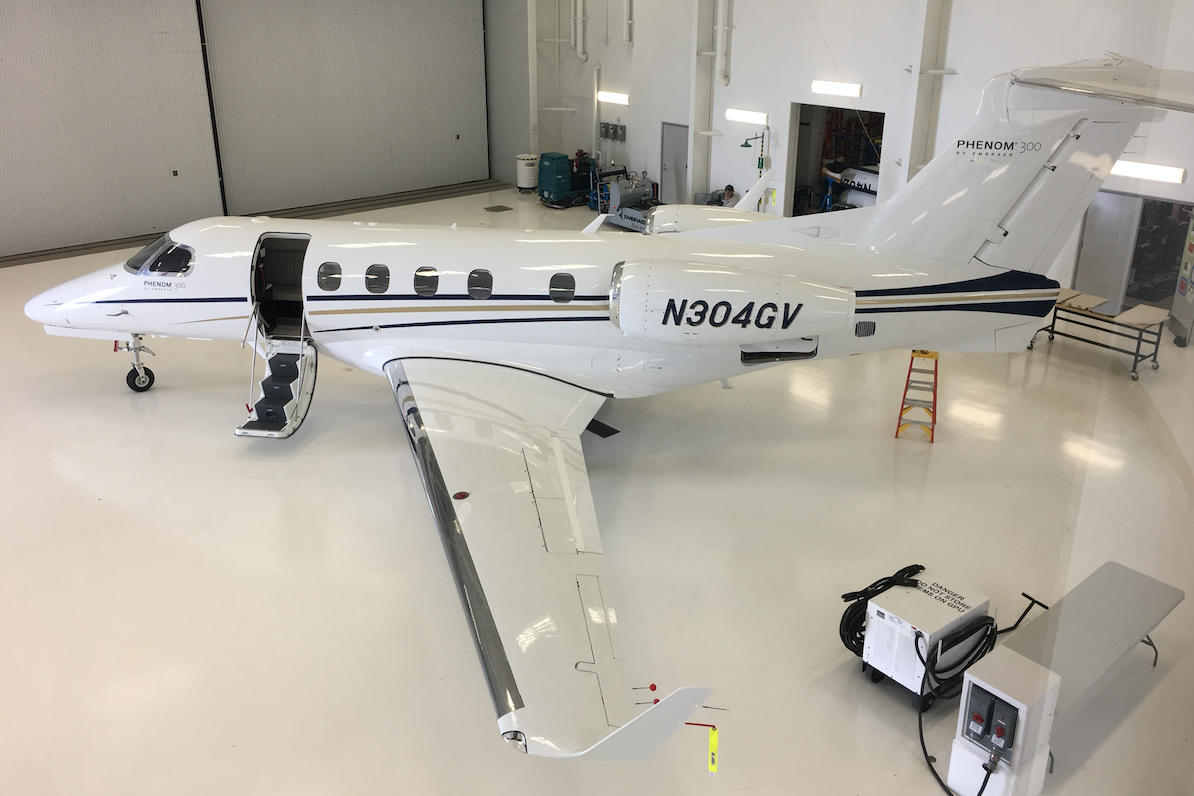
Accès à la cabine via la porte/escalier.

Allemagne
Air Hamburg
 Autriche
SpeedWings
AvconJet
 États-Unis
Airshare (Executive Flight Services)  (Client de Lancement - US)
Flexjet
Flight Options
NetJets
Delta Private Jets
JetSuite
Clay Lacy Aviation
 France
Pan Européenne Air Service
SD Aviation
JetKey
Ixair
Evolem Aviation;
 Malte
LuxWing
 Portugal
NetJets Europe
 Royaume-Uni
Flairjet (client de lancement en Europe)
SaxonAir
Catreus AOC
Voluxis

## Culture
Le Phenom 300 a été reproduit pour les simulateurs suivant :
- X-Plane 11 : Aerobask Phenom 300[21]
- Microsoft Flight Simulator X, Prepar3D : Carenado Phenom 300[22]